# Jim Kyte
James G. „Jim“ Kyte (* 21. März 1964 in Ottawa, Ontario) ist ein ehemaliger kanadischer Eishockeyspieler, der im Verlauf seiner aktiven Karriere zwischen 1981 und 1997 unter anderem 640 Spiele für die Winnipeg Jets, Pittsburgh Penguins, Calgary Flames, Ottawa Senators und San Jose Sharks in der National Hockey League auf der Position des Verteidigers bestritten hat. Kyte war der erste gehörlose Spieler der NHL-Geschichte.

## Karriere
Kyte spielte zunächst zwei Jahre von 1981 bis 1983 bei den Cornwall Royals in der Ontario Hockey League. Obwohl er in diesen zwei Spielzeiten nicht mit besonderen Offensivstatistiken glänzte, wählten die Winnipeg Jets den Verteidiger aufgrund seiner defensiven Qualitäten im NHL Entry Draft 1982 in der ersten Runde an zwölfter Position aus.
Da Kyte an Gehörlosigkeit litt, gingen viele davon aus, dass er nur sehr geringe Chancen auf eine Karriere in der National Hockey League habe. Doch schon am Ende der Saison 1982/83 bestritt der Kanadier seine ersten beiden Partien für die Winnipeg Jets, womit er der erste gehörlose Spieler der NHL-Geschichte wurde. Ab der Spielzeit 1983/84 war Kyte ein fester Bestandteil im Kader der Jets, ehe er im Sommer 1989, obwohl er in der kurz zuvor beendeten Spielzeit die beste seiner Karriere gespielt hatte, in einem sechs Spieler umfassenden Transfergeschäft zu den Pittsburgh Penguins gehen musste. Dort gehörte er im Spieljahr 1989/90 zunächst ebenfalls dem NHL-Kader an. In der Saison 1990/91 wurde er zum Saisonbeginn ins Farmteam der Penguins abgeschoben und wenig später für Jiří Hrdina zu den Calgary Flames transferiert, wo er wieder den Sprung in die NHL schaffte. Nach Auslauf seines Vertrages nach der Spielzeit 1991/92 unterschrieb er als Free Agent einen Vertrag bei den neu gegründeten Ottawa Senators. Kyte erhielt trotz seiner Erfahrung überraschenderweise keinen Platz in der Verteidigung der Senators, da diese vor allem auf junge Spieler setzten, und spielte lediglich viermal für das Team aus der kanadischen Hauptstadt. Nach fast drei Jahren in den höherklassigen Minor Leagues American Hockey League und International Hockey League nahmen die San Jose Sharks den Kanadier zum Ende der wegen des Lockout verkürzten Saison 1994/95 unter Vertrag. Er verblieb auch die folgende Spielzeit in San Jose, musste aber in der Spielzeit 1996/97 erneut den Weg ins Farmteam antreten. Nach dieser Saison beendete Kyte seine aktive Karriere aufgrund einer Gehirnerschütterung, die er 1997 bei einem Autounfall erlitten hatte.

## Behinderung
Kyte war der erste Spieler der NHL-Geschichte, der trotz einer starken Gehörschädigung Spiele in der NHL bestritt. Wegen seiner Behinderung trug er während der Spiele ein Hörgerät, das er unter einem speziell entworfenen Helm mit Schützern über den Ohren verbarg.
Obwohl Kyte bei der Geburt nicht hörgeschädigt war, stellte man im Alter von drei Jahren fest, dass er bereits vollständig gehörlos war. Aufgrund seiner Behinderung war er während seiner Karriere besonders aktiv bei Wohltätigkeitsveranstaltungen, die im Zusammenhang mit Gehörschädigungen standen.

## Erfolge und Auszeichnungen
- 2018 Aufnahme in die Canadian Disability Hall of Fame

## Karrierestatistik
(Legende zur Spielerstatistik: Sp oder GP = absolvierte Spiele; T oder G = erzielte Tore; V oder A = erzielte Assists; Pkt oder Pts = erzielte Scorerpunkte; SM oder PIM = erhaltene Strafminuten; +/− = Plus/Minus-Bilanz; PP = erzielte Überzahltore; SH = erzielte Unterzahltore; GW = erzielte Siegtore; 1 Play-downs/Relegation; Kursiv: Statistik nicht vollständig)